# Milorad Arsenijević
Milorad Arsenijević (Szendrő, 1906. június 6. – Belgrád, 1987. március 18.) szerb labdarúgóhátvéd, edző.
A Jugoszláv királyság válogatottjának tagjaként részt vett az 1928. évi nyári olimpiai játékokon és az 1930-as világbajnokságon.
1946 és 1954 között a jugoszláv válogatott szövetségi kapitánya volt.

## Edzőként
Jugoszlávia
- Olimpiai ezüstérmes (2): 1948, 1952